# Nesoclutha erythrocephala
Nesoclutha erythrocephala är en insektsart som beskrevs av Ferrari 1882. Nesoclutha erythrocephala ingår i släktet Nesoclutha och familjen dvärgstritar. Inga underarter finns listade i Catalogue of Life.